# Park

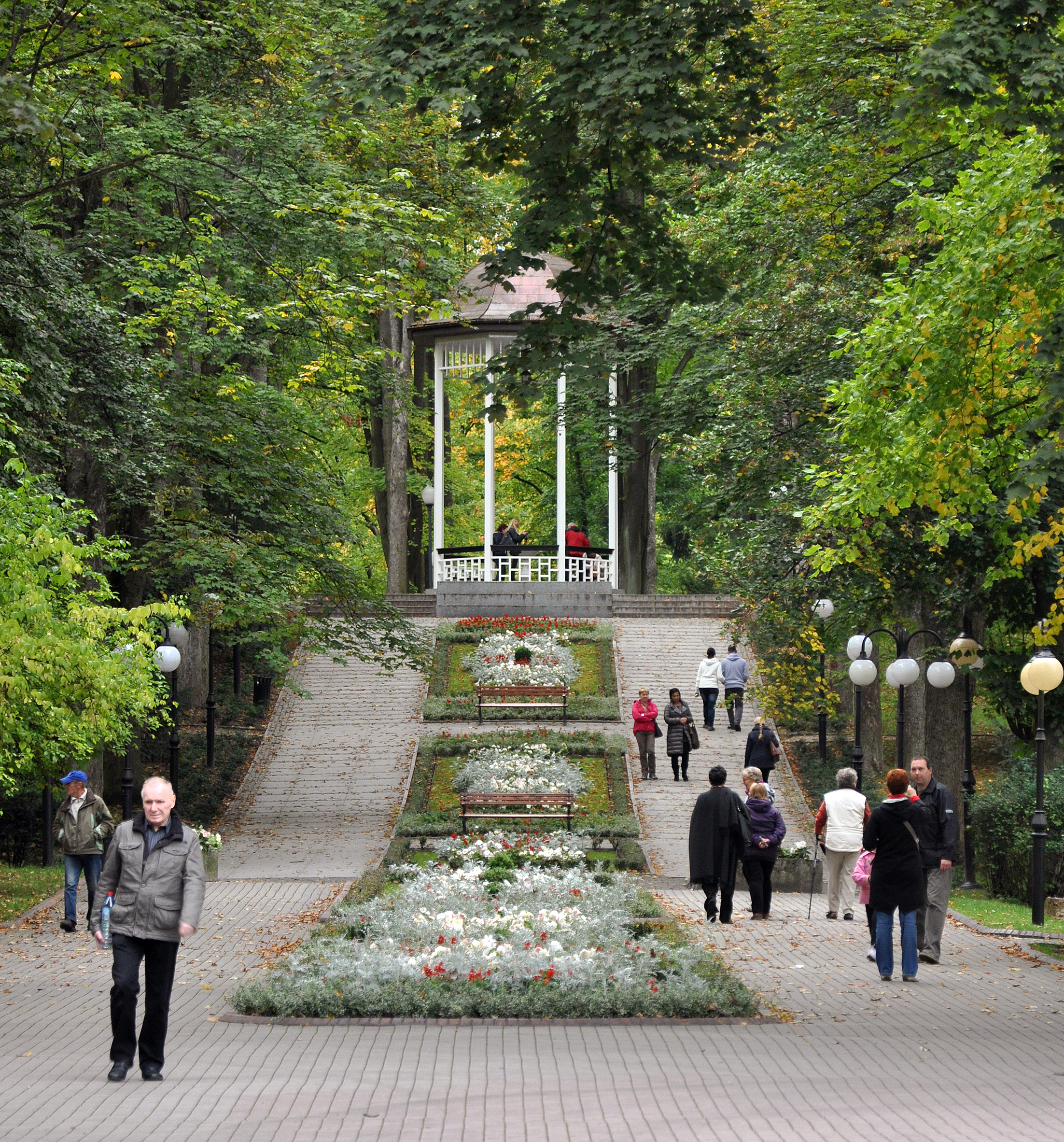
Park Zdrojowy w Polanicy-Zdroju

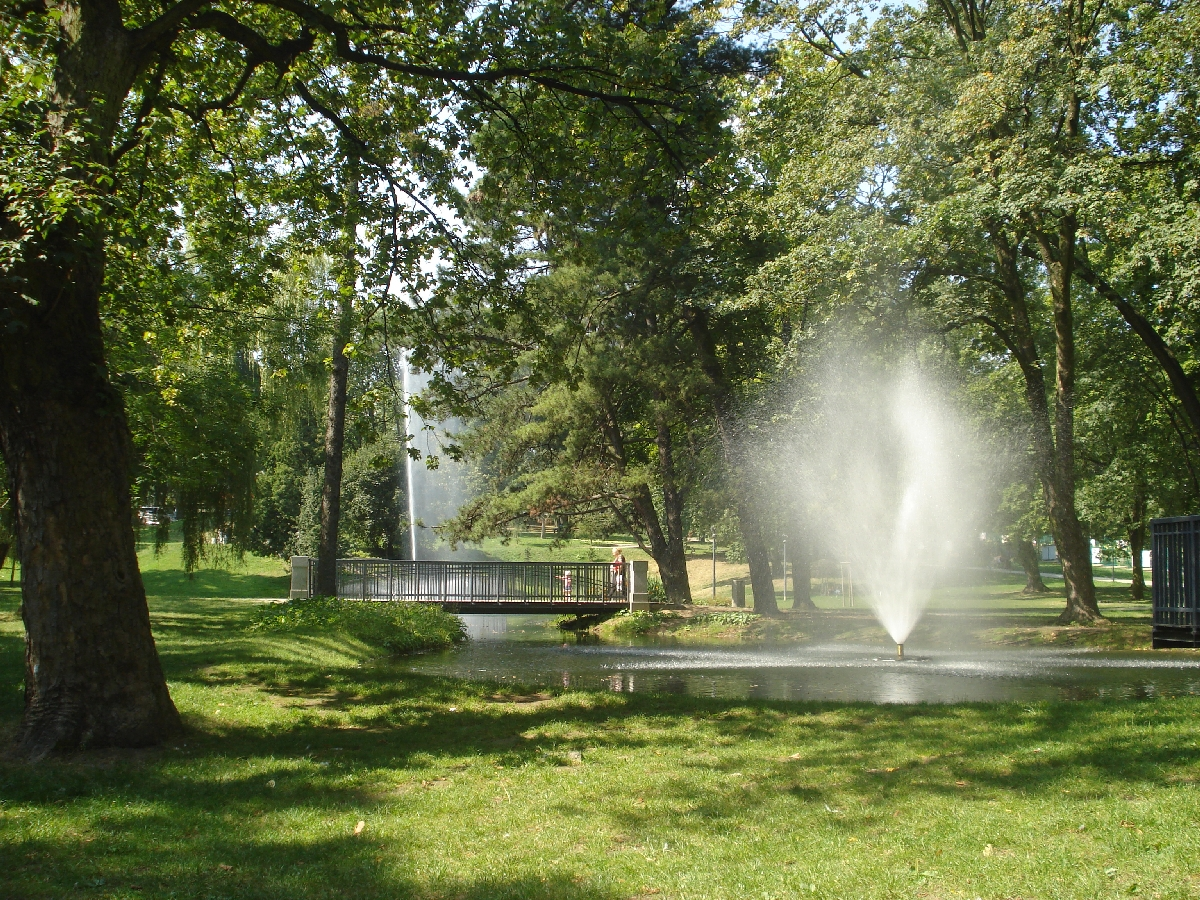
Parki podjasnogórskie

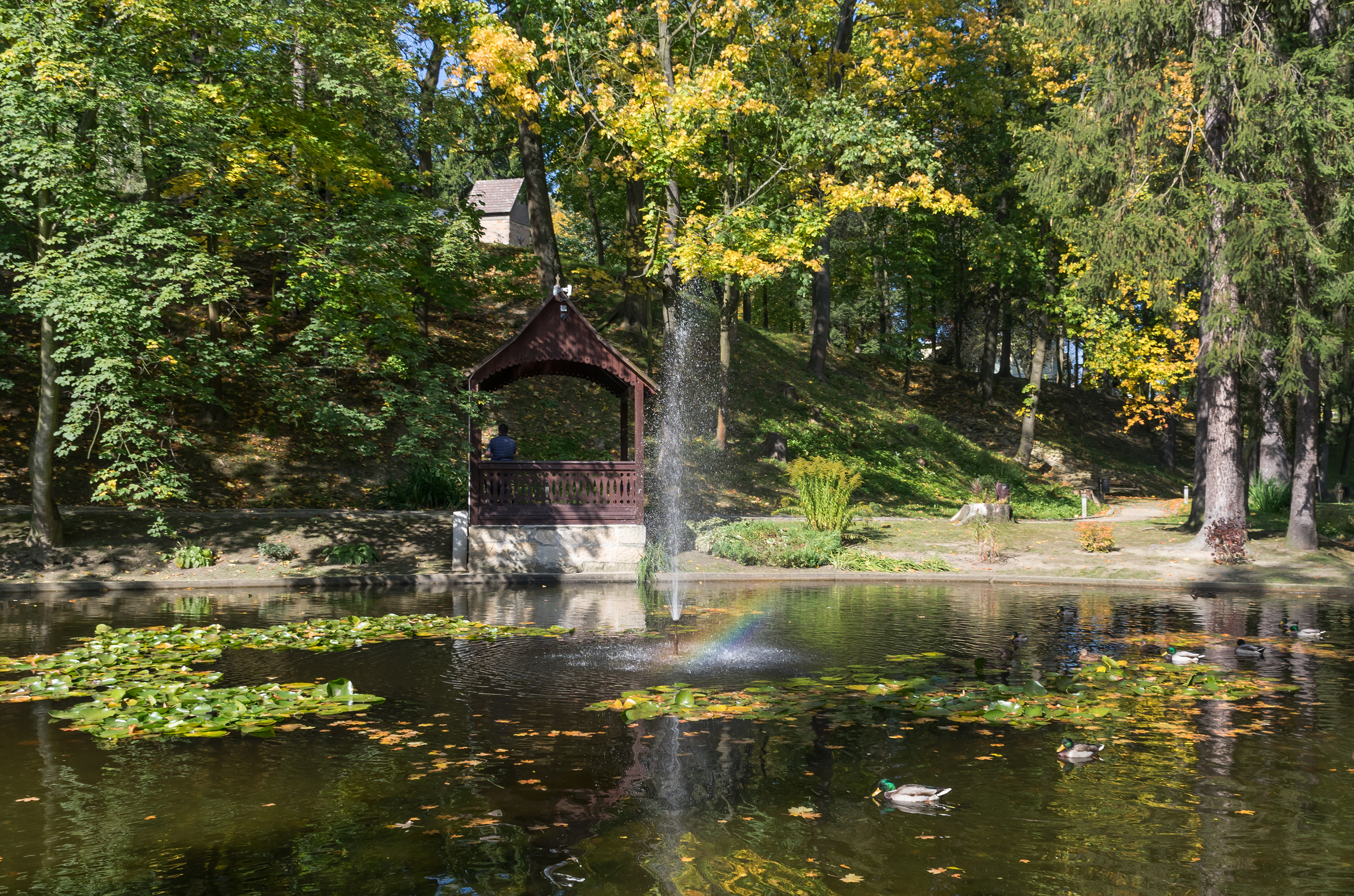
Park Zdrojowy w Długopolu-Zdroju

Park – teren rekreacyjny, przeważnie z dużą ilością roślin, w tym często zadrzewiony. W miastach ma charakter dużego, swobodnie ukształtowanego ogrodu z alejami spacerowymi. W Polsce 9249 parków jest objętych ochroną prawną poprzez wpisanie ich do rejestru zabytków lub rejestru pomników przyrody. Łącznie zajmują obszar 50354,65 ha.
Kategorie parków to m.in.: miejskie, zdrojowe, botaniczne, ludowe, sportowe, pałacowe, dworskie, park safari, park etnograficzny.
Określenie park używane jest również dla określenia tworów urbanistycznych i urbanistyczno-ekonomicznych niezwiązanych bezpośrednio z terenami zieleni, choć często projektowanych przy znaczącym udziale zieleni: park technologiczny, park naukowy, park badawczy, park przemysłowy, park archeologiczny, park rozrywki, park tematyczny, park miniatur, park maszynowy, park kulturowy.
Używane również do określenia zakładu przemysłowego produkującego energię elektryczną – farma wiatrowa – np. Park Wiatrowy Suwałki.

## Historia
W XV–XVI wieku w Anglii, Francji i Włoszech oznaczał zwierzyniec – ogrodzone tereny leśne przeznaczone do polowań. W epoce baroku określenie park zaczęło odnosić się do ogrodów ozdobnych.
We Francji w XVII i XVIII wieku określano tak naturalne części regularnie planowanego ogrodu. W ten sposób nazywano także ogrody krajobrazowe w Anglii. Potem w całej Europie używano tej nazwy na oznaczenie dużego ogrodu.